# Arme Leute tötet man nicht
Arme Leute tötet man nicht (Originaltitel: On ne tue pas les pauvres types) ist eine Erzählung von Georges Simenon. Das zur Reihe der Maigret-Romane und -Erzählungen gehörende Werk entstand am 15. August 1946 in Kanada und erschien im Juli 1947 als Vorveröffentlichung in Les Œuvres Libres, no 19, anschließend im Buchform in dem Band Maigret et l'inspecteur Malancheux bei Presses de la Cité. In deutscher Übersetzung erschien die Erzählung erstmals 1975 unter dem Titel Arme Leute tötet man nicht.

## Handlung

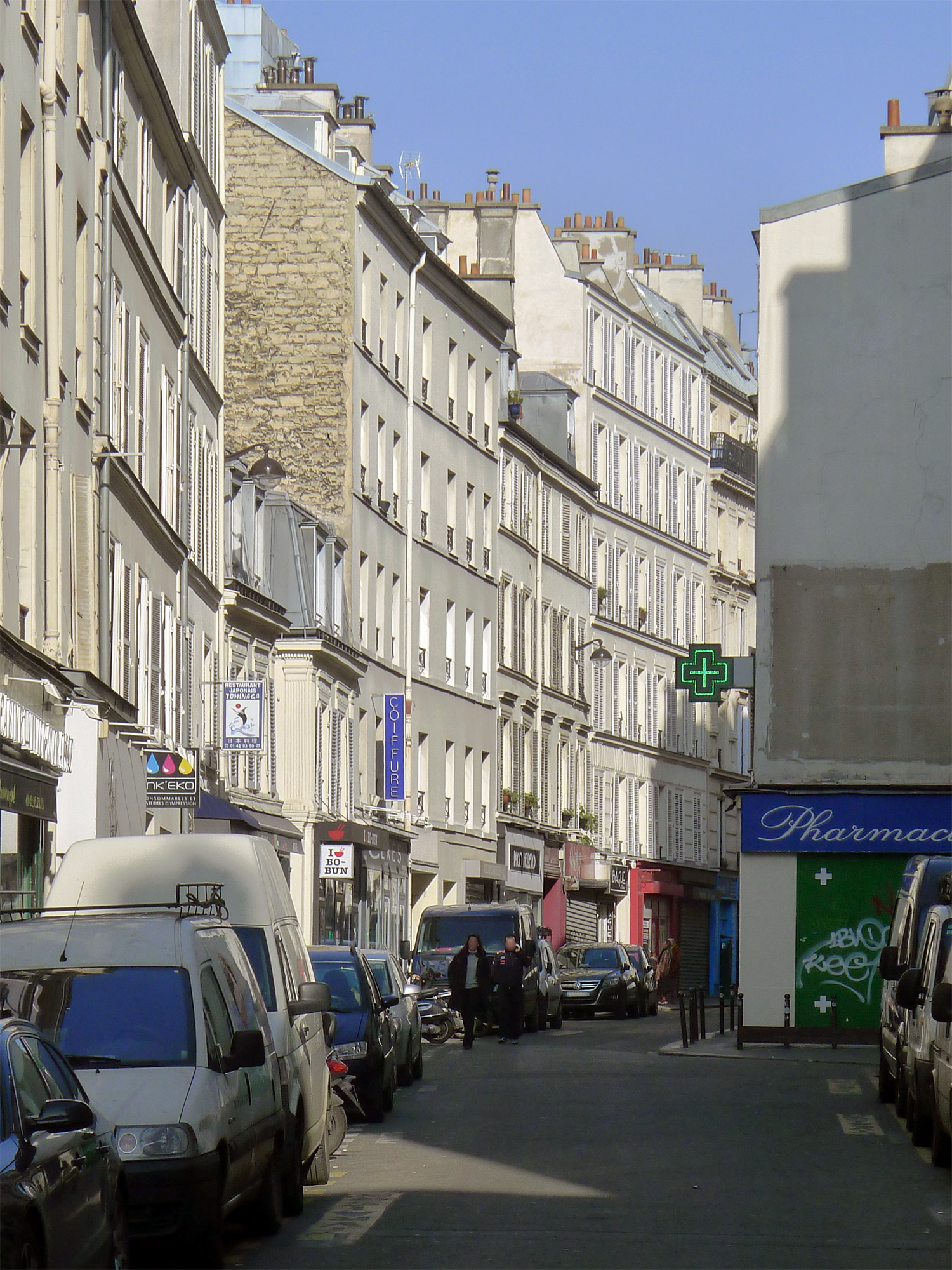
Rue des Dames

Maigret wird an einem heißen Sommertag zu einem Mordfall in der Rue des Dames im 17. Arrondissement von Paris gerufen, ein Viertel „der kleinen Leute“ im Nordosten von Paris. Sie vernehmen eine verhärmte, ungefähr 45 Jahre alte Hausfrau und Mutter, die berichtet, wie ihr Ehemann Maurice Temblet am Vorabend, kurz vor dem Zubettgehen durch das offene Fenster erschossen wurde. Man ermittelt, dass ein Unbekannter in einer Pension gegenüber ein Zimmer gemietet hatte und der Tote als Kassierer in einer Posamenterie in der Rue de Sentier im 2. Arrondissement arbeitete. Für Maigret passt der kleinbürgerliche Tote, der anscheinend ein unauffälliges und regelmäßiges Leben geführt hat, nicht in das Profil eines Opfers, der gezielt ermordet wird. „Man tötet keine armen Leute“, geht dem Kommissar immer wieder durch den Kopf. Maigret begibt sich dann in die Rue de Sentier, um den früheren Arbeitsplatz des Toten aufzusuchen. Dort erfährt er, dass Temblet schon seit sieben Jahren nicht mehr für die Firma gearbeitet hat. Maigret rekonstruiert den typischen Tagesbeginn des Opfers: Jeden Morgen ging Temblet um halb neun aus dem Haus in Richtung Boulevard des Batignolles, um dort die Métro zu nehmen. Man recherchiert, dass an der Linie 3, die zwischen der Porte de Champerret und  Porte des Lilas verkehrt, auch ein Prisunic-Kaufhaus in der Rue Reaumur liegt, in dem Temblets Tochter arbeitet.
Am nächsten Morgen verhört Maigret am Quai des Orfèvres Francine, die Tochter des Toten, der den gleichen Weg zur Arbeit hatte wie sie. Deshalb fragt er sie, ob ihr nie etwas Verdächtiges aufgefallen sei. Maigret fällt auf, dass die kleine Verkäuferin teure Kleidung und Ohrringe aus echtem Gold trägt. Als Maigret nach einem Anruf beim Prisunic-Kaufhaus erfährt, dass Temblets Tochter dort schon seit drei Monaten nicht mehr arbeitet, forscht er sie weiter aus. Schließlich gesteht sie, dass sie eines Tages ihren Vater verfolgte, nachdem sie erfahren hatte, dass er nicht mehr in der Firma in der Rue de Sentier arbeitete. Bei der Verfolgung hatte dieser schnell seine Tochter bemerkt. Temblet, der nicht wollte, dass seine Tochter arbeitet, erzählte ihr, dass er einen viel besseren Arbeitsplatz für sie hätte. Sie trafen sich regelmäßigen am Seineufer, er schenkte ihr die teuren Ohrringe und gab ihr so viel Geld, wie sie im Kaufhaus verdiente. Sie bekam aber nicht heraus, woher ihr Vater das Geld hatte und was er den ganzen Tag machte.

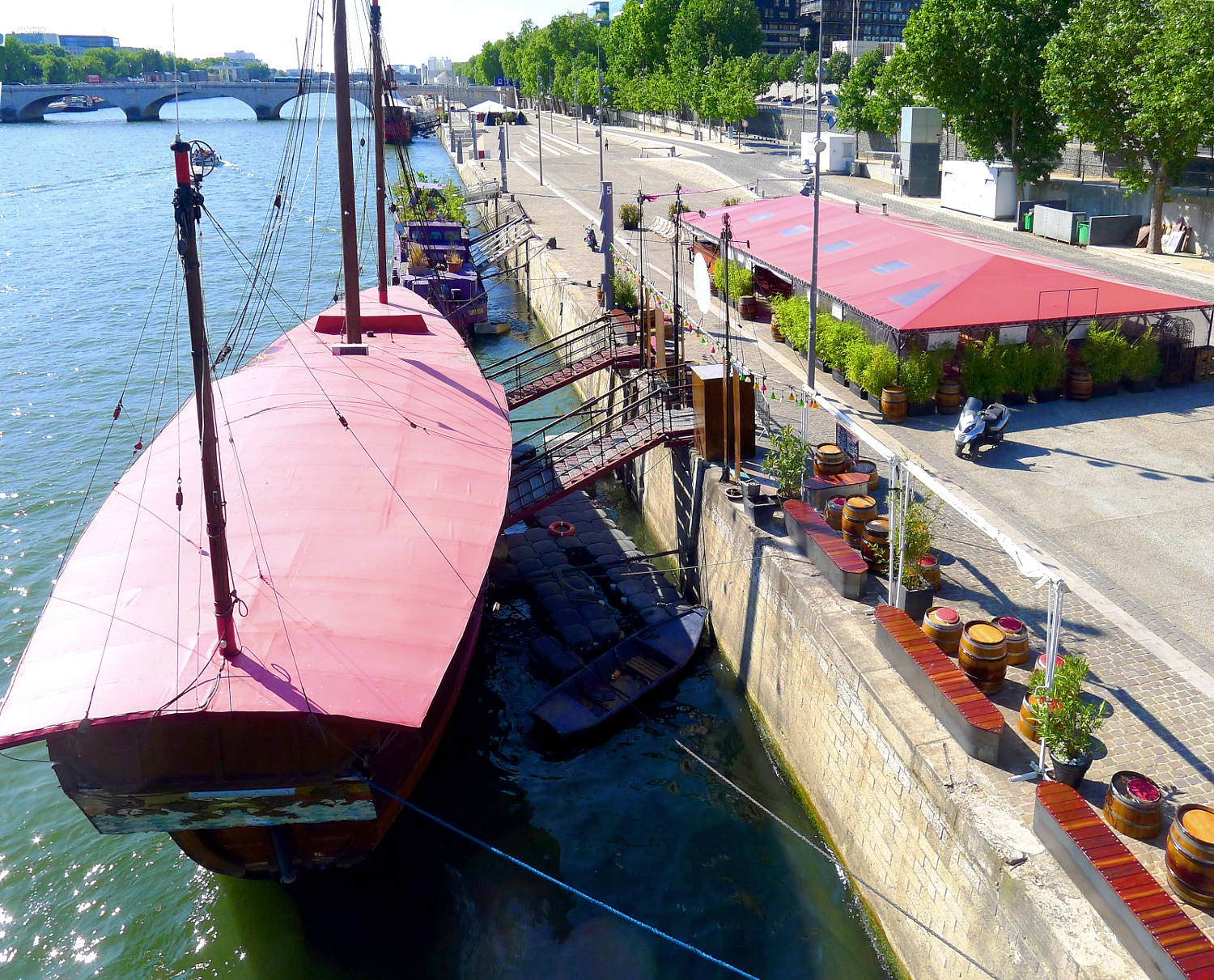
Quai und Pont de la Gare in Paris

Danach verhört Maigret einen Vogelhändler; dieser erinnert sich, dass Temblet, der sich Monsieur Charles nannte, einer seiner besten Kunden gewesen sei. Dieser habe ungefähr 300 Kanarienvögel bei ihm gekauft. Derweil geht der Bericht des Pathologen ein, der ergibt, dass der Mörder ein ziemlich dilettantischer Schütze gewesen sei, mit einem Luftgewehr geschossen habe und Temblet „irgendwie Pech“ gehabt hat.  Maigret und Lucas beschäftigt die Frage, wo sich Temblet in den letzten sieben Jahren tagsüber aufgehalten habe. Plötzlich kommt Maigret in den Sinn, dass Mme Temblet davon gesprochen hatte, „er konnte keinen Lärm vertragen“. Zeitgleich meldet sich ein Clochard bei der Kriminalpolizei, der angibt, Temblet habe in einem kleinen Haus am Quai de la Gare im Südosten der Stadt gewohnt und habe jeden Morgen am Ufer der Seine geangelt. Maigret und Lucas untersuchen das Haus, in dem viele Vogelvolieren und ein paar ärmliche Möbel stehen; das Geld, von dem Temblet sieben Jahre lebte, finden sie jedoch nicht. Maigret beschließt die Nacht in dem Haus zu verbringen. Währenddessen hat sich Temblets Geliebte Olga bei der Polizei gemeldet; sie gibt an, Temblet wollte mit ihr aufs Land ziehen. Allmählich sei ihr aber der Mann lästig gefallen. Da die Suche nach dem Geld nichts ergibt, lässt Maigret das Haus am Quai weiter bewachen.
Eines Morgens meldet sich ein Kellner bei der Polizei und gibt an, Temblet sei derjenige, der regelmäßig in einer Brasserie am Boulevard Saint-Germain Billard gespielt habe, oft in Begleitung eines rothaarigen hageren Mannes, der Théodore geheißen habe. Daraufhin fragt Maigret noch einmal beim ehemaligen Arbeitgeber Temblets nach, ob man einen Théodore kenne. Man findet heraus, dass dieser als Bote in der Firma gearbeitet, aber wegen Unzuverlässigkeit vor Jahren entlassen wurde. Eines Nachts versucht jener Théodore in das Haus am Quai einzudringen und wird überwältigt. Er gesteht die Tat; er gibt an, dass er sich über den Geiz Temblets geärgert, ihn verfolgt und dabei sein Doppelleben aufgedeckt habe. Daher habe er ihn aus Wut erschossen, behauptet er. Erst Jahre später wird das Geld gefunden und entpuppt sich als Lotteriegewinn, den Temblet vor allen geheim hielt.

## Ausgaben
Die Erzählung erschien zunächst im Verlag A. Fayard in der Zeitschrift Les Œuvres libres, nouvelle série, n° 19. in Buchform wurde sie anschließend in dem Erzählungenband Maigret et l'inspecteur malchanceux (Paris, Presses de la Cité, 1947) veröffentlicht. Ferner wurde sie in die Simenon-Werkausgabe Œuvres complètes (Lausanne, Editions Rencontre, 1967–1973) in den Band XVII, in  Tout Simenon (Paris, Presses de la Cité, 1988–1993) in Band 2 und in Tout Simenon (Paris, Omnibus, 2002–2004) in Band 2 aufgenommen. Im August 2000 erschien eine von Jacques de Loustal illustrierte Ausgabe im Pariser Verlag Omnibus in der Reihe Carnets.
Die erste deutsche Übersetzung von Hansjürgen Wille und Barbara Klau erschien 1975 im Verlag Kiepenheuer und Witsch unter dem Titel Arme Leute tötet man nicht,  in der Neuübersetzung von Linde Birk 1989 unter dem Titel Man tötet arme Leute nicht bei Diogenes (Detebe 21486) in dem Band Maigret und der hartnäckigste Gast der Welt. In deutscher Übersetzung liegt sie auch in dem bei Diogenes 2009 erschienenen Sammelband Sämtliche Maigret-Geschichten (ISBN 978-3-257-06682-1) vor.

## Adaptionen
Unter dem Titel Maigret dirige l'enquête (1956) wurde der Stoff von Stany Cordier verfilmt, mit Maurice Manson in der Rolle des Kommissars Maigret. Für die italienische RAI wurde er unter dem Titel Non si uccidono i poveri diavoli (1966) verfilmt, mit Gino Cervi als Maigret, des Weiteren unter Maigret voit double (2000) für das französische und belgische Fernsehen von François Luciani als Folge der Serie Maigret mit Bruno Cremer in der Hauptrolle.